# 巴特爾克里克 (密歇根州)
巴特爾克里克（英語：Battle Creek）是美国密西根州卡爾霍恩縣西北部的城市，卡拉馬祖河、巴特爾克里克河交匯處，面積113.1平方公里。根據2020年美國人口普查，當地共有52,721人。是美國知名的穀物之都，世界知名的食品業者家樂氏在此創立，至今仍將總部設立於此市。